# Cecilia A. Malmström
Cecilia Malmström (* 7. Juli 1976) ist eine schwedisch-deutsche Drehbuchautorin und Filmproduzentin.
Cecilia Malmström war Teil der Produzententeams von UFA Serial Drama und UFA Fiction und ist seit März 2022 Produzentin der ARD-Fernsehserie In aller Freundschaft für die Saxonia Media Filmproduktion.

## Werdegang
Nach dem Abitur studierte Cecilia Malmström ab 1995 Kommunikations- und Medienwissenschaften, BWL und Politikwissenschaft an der Universität Leipzig und der Stockholms Universitet.
Im Jahr 2000 schloss sie ihr Studium mit Magister Artium ab und begann im Anschluss ihre Regie-Ausbildung an der New York Film Academy L.A. in Los Angeles.
In Berlin, wo sie bis heute mit ihrem Mann und ihren beiden Söhnen lebt, arbeitete sie ab 2002 für verschiedene Filmproduktionen unter anderem als Drehbuch- und Headautorin, Co-Producerin und Ausführende Produzentin.
Sie übernahm mehrfach Seminare am Lehrstuhl für Kommunikations- und Medienwissenschaft der Universität Leipzig und war an der Medienakademie Hamburg als Dozentin tätig.
Sie war Teil der Jury für Kurzfilmförderung des BKM und ist aktuell Mitglied der Vorjury des Robert-Geisendörfer-Preises.

## Filmografie (Auswahl)
- 2002 Muxmäuschenstill, Kinospielfilm, Motiv-Aufnahmeleitung
- 2004–05 Hinter Gittern, Storyliner und Drehbuchautorin, RTL
- 2005 Fredo der Held, Buch und Regie, Paneuropean Pictures[3]
- 2006 Der Fremde, nach dem Roman von Albert Camus, Buch und Regie, Medienproduktion Hamburg[4]
- 2005–2006 Verliebt in Berlin, Staffel 1 und 2, Autorin, Sat1[5]
- 2009 Eine wie Keine, Co-Producerin, Serie, Sat1
- 2010–2011 Hand aufs Herz, Head of Story, Serie Sat1
- 2013–2016 IAF-Die jungen Ärzte, Drehbuchautorin, Serie ARD[6]
- 2016 Beck is Back, Fernsehserie RTL, Producerin
- 2017 Alles auf Anfang, Pilotfilm Sat1, Ausführende Produzentin
- 2020 VL – Next Generation, Fernsehserie TV NOW, RTL Produzentin, Headautorin[7]
- 2021 Leon, Fernsehserie RTL+, Headautorin[8]
- 2021 Legal Affairs, Fernsehserie ARD, Produzentin bis 2019
- 2022 In aller Freundschaft. Fernsehserie ARD, Produzentin seit März 2022

## Theater
- 2004: Fenster zum Hof, Textmarker Berlin, Potsdamer Straße, Medientage[9]